# Frammenti di lei
Frammenti di lei (Pieces of Her) è una serie televisiva statunitense con Toni Collette e Bella Heathcote del 2022, tratta dall'omonimo romanzo di Karin Slaughter.

## Trama
Una ragazza scopre gli oscuri segreti di sua madre dopo esser stata coinvolta in una sparatoria.

## Produzione
Nel febbraio 2020, Toni Collette e Bella Heathcote sono state scelte come protagoniste. Nel maggio dello stato anno è stato annunciato che anche Joe Dempsie si sarebbe aggiunto tra i personaggi principali. Le riprese sono iniziate nell'estate del 2021.

## Distribuzione
La serie è stata distribuita su Netflix il 4 marzo 2022.